# Elecciones generales de Perú de 2021
Las elecciones generales de Perú de 2021 se llevaron a cabo el 11 de abril de 2021 para elegir al presidente de la República, a los vicepresidentes de la República y a los representantes ante el Congreso y el Parlamento Andino. Fueron convocadas por el entonces presidente Martín Vizcarra mediante el Decreto Supremo N.º 122-2020-PCM (8 de julio de 2020). Las elecciones se realizaron en medio de la inestabilidad política que azotaba el país desde finales de 2016, añadida a la crisis económica y sanitaria causada por la pandemia de COVID-19, durante el mandato del presidente Francisco Sagasti. La segunda vuelta electoral se llevó a cabo el 6 de junio de 2021.
Las primeras proyecciones de intención de voto mostraron un gran desinterés en la campaña electoral, así como escasos niveles de simpatía entre los candidatos presidenciales, que se mantuvieron prácticamente hasta el día de la elección. Los votos en blanco y viciados eran mayores que el del candidato «preferido», que no superaba el 10% de apoyos. En la última encuesta pública de una semana antes de los comicios existía un empate quíntuple entre Keiko Fujimori, Hernando de Soto, Yonhy Lescano, Rafael López Aliaga y Verónika Mendoza. No obstante, en los días previos a la elección, los sondeos privados mostraron un dramático ascenso de Pedro Castillo, un sindicalista y líder de la huelga magisterial de 2017, que pasó del sexto lugar al primer lugar en apenas una semana.
Castillo (candidato del izquierdista Perú Libre) obtuvo un apoyo masivo en las áreas rurales, históricamente las más pobres y relegadas del país, que le permitió ganar la primera vuelta con una ventaja considerable. Pese a esto, tal y como lo anticipaban las encuestadoras, su porcentaje de votación general no superó al del voto en blanco y viciado. Fujimori (lideresa del derechista Fuerza Popular) consiguió ser la siguiente candidata más votada y, por tercera vez consecutiva, logró pasar al balotaje o segunda vuelta donde se enfrentó a Castillo. Con todo, el nivel de ausentismo en la primera vuelta fue de casi 30%, el más grande desde la transición democrática en el año 2000. López Aliaga (líder del ultraconservador Renovación Popular) consiguió el tercer lugar en la elección, el mejor resultado electoral de la extrema derecha en la historia del país.
En el balotaje, los niveles de polarización política aumentaron de manera alarmante, gracias al considerable apoyo del establishment limeño a Fujimori, incluyendo a grupos conservadores y de extrema derecha; en oposición al entusiasmo político de los partidarios de Castillo, mayoritariamente vinculados a la izquierda y del interior del país, además de grupos de extrema izquierda. El temor a la izquierda llevó a los simpatizantes de Fujimori a caracterizar a los seguidores de Castillo como terrucos, un término utilizado en referencia a los miembros de la organización terrorista Sendero Luminoso, a pesar de que el mayor apoyo al izquierdista provenía precisamente de las regiones más azotadas por la violencia política entre 1980-2000. A su vez, los adeptos de Castillo apelaron al antifujimorismo, la oposición al gobierno del autócrata Alberto Fujimori, padre de la candidata fujimorista; no obstante, importantes figuras antifujimoristas como Mario Vargas Llosa brindaron su apoyo incondicional a la derechista.
Las primeras proyecciones del resultado final mostraron un empate técnico entre ambos candidatos, con una ventaja mínima primero de Fujimori y luego de Castillo. En los resultados oficiales, la diferencia se mantuvo muy cerrada durante casi todo el proceso de conteo de votos; las actas de las áreas rurales, donde Castillo nuevamente consiguió una victoria arrolladora, le llevaron a ganar la elección por un margen de poco más de 44 mil votos. Durante este proceso, Fujimori y varios de sus grupos aliados realizaron un esfuerzo agresivo y sin precedentes para tratar de revertir el resultado, promovieron numerosas afirmaciones sin fundamento de que la elección les fue robada a través de una conspiración comunista internacional, una manipulación de las actas electorales y un «fraude electoral». Los intentos de revocar las elecciones fueron calificados como «trumpismo andino», en analogía a las acciones del presidente estadounidense Donald Trump tras su derrota en las elecciones presidenciales de Estados Unidos de 2020.
La justicia electoral peruana rechazó todas las impugnaciones presentadas por Fuerza Popular en sus intentos por anular miles de actas, principalmente de las zonas rurales. Ante esto, Fujimori reconoció su derrota el 19 de julio. Ese mismo día, el Jurado Nacional de Elecciones proclamó oficialmente a Pedro Castillo como presidente electo, quien asumió el cargo el 28 de julio de 2021, día del bicentenario de la independencia del Perú. Castillo se convirtió en el presidente elegido con el segundo margen porcentual más estrecho de la historia, solo superado por Kuczynski en 2016.

## Antecedentes

### Propuesta de adelanto de elecciones
El presidente Martín Vizcarra adelantó la fecha de las elecciones previstas para el año 2021, durante su mensaje presidencial del 28 de julio de 2019, que recurriría a una reforma constitucional para acortar el período legislativo y el presidencial al año 2020. El proyecto finalmente fue rechazado.

## Sistema electoral

### Elección Presidencial
Primera Vuelta: El presidente y vicepresidentes de la República son elegidos por sufragio directo y en distrito electoral único. 
Segunda vuelta: En el caso de que ningún candidato presidencial alcance más del 50% de los votos válidamente emitidos, se realizará una segunda ronda electoral.

### Elección parlamentaria
Para el Congreso se elegirán a 130 congresistas de la República en 27 distritos electorales, correspondientes a los 24 departamentos, la Provincia de Lima, la Provincia Constitucional del Callao y los peruanos residentes en el extranjero. Se empleará el procedimiento de la cifra repartidora con doble voto preferencial opcional. Para ingresar al Congreso, los partidos deben cruzar el umbral electoral del 5% a nivel nacional o ganar al menos siete escaños en una circunscripción. Los escaños se asignan mediante el método D'Hondt.
Debido a la elección de distrito múltiple que en suma distribuyen 130 escaños para todo el país, los escaños por región se dividen como sigue:
| Circunscripciones                                                                              | Escaños | Mapa |
| ---------------------------------------------------------------------------------------------- | ------- | ---- |
| Lima                                                                                           | 33      |      |
| La Libertad y Piura                                                                            | 7       |      |
| Arequipa y Cajamarca                                                                           | 6       |      |
| Áncash, Cusco, Junín, Lambayeque y Puno                                                        | 5       |      |
| Callao, Ica, Lima Provincias, Loreto y San Martín                                              | 4       |      |
| Ayacucho, Huánuco y Ucayali                                                                    | 3       |      |
| Amazonas, Apurímac, Huancavelica, Moquegua, Pasco, Residentes en el Extranjero, Tacna y Tumbes | 2       |      |
| Madre de Dios                                                                                  | 1       |      |

### Elección al Parlamento Andino
Se elegirán a 5 miembros a nivel nacional empleando el método de la cifra repartidora, con doble voto preferencial opcional.

## Organización y cronograma electoral
| Fecha                    | Evento |
| ------------------------ | --- |
| 23 de diciembre de 2019  | Fecha límite de renuncia de afiliados a partidos políticos para postular por otra organización política                                                     |
| 11 de abril de 2020      | Cierre del Padrón Electoral |
| 9 de julio de 2020       | Convocatoria a elecciones generales |
| 14 de agosto de 2020     | Fecha límite de remisión del Padrón Electoral |
| 13 de septiembre de 2020 | Fecha límite de aprobación de Padrón Electoral |
| 12 de octubre de 2020    | Fecha límite para solicitar inscripción de alianzas electorales                                                                                             |
| 29 de octubre de 2020    | Fecha límite para lograr inscripción de alianzas electorales                                                                                                |
| 9 de diciembre de 2020   | Fecha máxima para publicación de resultados de elecciones internas de cada organización política                                                            |
| 22 de diciembre de 2020  | Fecha límite para la presentación de solicitudes de inscripción de fórmulas y listas de candidatos Fecha de cierre del Registro de Organizaciones Políticas |
| 31 de enero de 2021      | Sorteo de miembros de mesa |
| 10 de febrero de 2021    | Fecha límite para la publicación de fórmulas y listas admitidas Fecha límite para la renuncia y retiro de candidaturas                                      |
| 12 de marzo de 2021      | Fecha límite para exclusión de candidatos por Declaración Jurada de Hoja de Vida y dádivas Fecha límite para resolución de tachas                           |
| 10 de abril de 2021      | Fecha límite de exclusión por situación jurídica de candidatos                                                                                              |
| 11 de abril de 2021      | Elecciones generales de Perú |
| 6 de junio de 2021       | Segunda vuelta electoral |

## Partidos y candidatos

### Elecciones partidarias internas
Las elecciones internas se realizaron entre el 29 de noviembre y 6 de diciembre de 2020. El 9 de diciembre fue la fecha máxima para la publicación de los resultados. De los 24 partidos políticos que participaron en las elecciones, 23 presentaron candidatos a la Presidencia de la República y al Congreso. El partido FREPAP solo presentó candidatos al Congreso. Vamos Perú iba a llevar a Virgilio Acuña como candidato en las elecciones internas, pero su candidatura fue rechazada por el JNE.
| Nro. | Elecciones internas          | Elecciones internas    | Elecciones internas     | Elecciones internas   |
| Nro. | Partidos                     | Lista de:              | 1.er Vicepresidente     | 2.o Vicepresidente    |
| ---- | ---------------------------- | ---------------------- | ----------------------- | --------------------- |
| 1    | Acción Popular               | Yonhy Lescano          | Gisela Tipe             | Alberto Velarde       |
| 1    | Acción Popular               | Edmundo del Águila     | Celia Quispe            | Pedro Morales         |
| 1    | Acción Popular               | Luis Enrique Gálvez    | Francis Sandoval        | Carlos Valenzuela     |
| 2    | Alianza para el Progreso     | César Acuña            | Carmen Omonte           | Luis Iberico          |
| 3    | Avanza País                  | Hernando de Soto       | Corinne Flores          | Jaime Salomón         |
| 4    | Contigo                      | Pedro Angulo           | Casimira Mujica         | Alexander Von Ehren   |
| 5    | Democracia Directa           | Andrés Alcántara       | Elena Ascarza Quispe    | Javier Espinoza       |
| 6    | Frente Amplio                | Marco Arana            | Leyla Berrocal          | Magno Ortega Quispe   |
| 7    | Frente de la Esperanza 2021  | Fernando Olivera       | Elizabeth León          | Carlos Cuaresma       |
| 8    | Fuerza Popular               | Keiko Fujimori         | Luis Galarreta          | Patricia Juárez       |
| 9    | Juntos por el Perú           | Verónika Mendoza       | José De Echave          | Luzmila Ayay          |
| 10   | Partido Aprista Peruano      | Nidia Vílchez          | Iván Hidalgo            | Olga Cribilleros      |
| 10   | Partido Aprista Peruano      | Juan Carlos Sánchez    | Nora Rodríguez          | Celso Chinchay        |
| 10   | Partido Aprista Peruano      | Rafael Zevallos        | Rocío del Pilar Salcedo | Dante Tello Cruzado   |
| 11   | Partido Morado               | Julio Guzmán           | Flor Pablo              | Francisco Sagasti     |
| 11   | Partido Morado               | Alejandro San Martín   | Yaneth Silva Cachay     | Rafael López Aranzaes |
| 11   | Partido Morado               | Carolina Lizárraga     | Pedro Gamio             | Jacqueline Mathews    |
| 12   | Partido Nacionalista Peruano | Ollanta Humala         | Ana María Salinas       | Alberto Otárola       |
| 13   | Partido Popular Cristiano    | Alberto Beingolea      | Lucía Ledesma           | David Vera Trujillo   |
| 14   | Perú Libre                   | Pedro Castillo         | Dina Boluarte           | Vladimir Cerrón       |
| 15   | Perú Nación                  | Francisco Diez Canseco | Nancy Cáceres           | Manuel Salazar        |
| 16   | Perú Patria Segura           | Rafael Santos          | Victoria Paredes        | Andrés Reggiardo      |
| 17   | Podemos Perú                 | Daniel Urresti         | María Teresa Cabrera    | Wilbert Portugal      |
| 18   | Renacimiento Unido Nacional  | Ciro Gálvez            | Sonia García Osores     | Claudio Zolla         |
| 19   | Renovación Popular           | Rafael López Aliaga    | Neldy Mendoza           | Jorge Montoya         |
| 20   | Somos Perú                   | Daniel Salaverry       | Matilde Fernández       | Jorge Pérez Flores    |
| 21   | Todos por el Perú            | Fernando Cillóniz      | Blanca Wong             | Jaime Freundt         |
| 22   | Unión por el Perú            | José Vega              | Haydeé Andrade          | Daniel Barragán       |
| 23   | Victoria Nacional            | George Forsyth         | Patricia Arévalo        | Jorge Chávez          |

Leyenda
     Lista ganadora
     Lista no elegida
     Lista única

### Candidatos oficiales
El 10 de febrero de 2021 se dio a conocer la lista definitiva de candidatos; tanto las exclusiones, como las tachas y sus respectivas apelaciones fueron resueltas hasta el 12 de marzo. Los candidatos a la presidencia son 18, estos son los siguientes (se presentan en orden alfabético según el partido):
| Partido | Partido                      | Candidato Presidencial | Candidato Presidencial      | Hoja de vida | Lema de Campaña               | 1º Vicepresidente    | 2º Vicepresidente        | PDG |
| Partido | Partido                      | Foto                   | Nombre                      | Hoja de vida | Lema de Campaña               | 1º Vicepresidente    | 2º Vicepresidente        | PDG |
| ------- | ---------------------------- | ---------------------- | --------------------------- | ------------ | ----------------------------- | -------------------- | ------------------------ | --- |
|         | Acción Popular               | Yonhy Lescano          | Yonhy Lescano (62 años)     | 1            |                               | Gisela Tipe          | Alberto Velarde          |     |
|         | Alianza para el Progreso     | César Acuña            | César Acuña (68 años)       | 2            | Un Cambio con Rumbo           | Carmen Omonte        | Luis Iberico             |     |
|         | Avanza País                  | Hernando de Soto       | Hernando de Soto (79 años)  | 3            |                               | Corinne Flores       | Jaime Salomón            |     |
|         | Democracia Directa           | Andrés Alcántara       | Andrés Alcántara (61 años)  | 4            |                               | Elena Ascarza        | Javier Espinoza Ayaipoma |     |
|         | Frente Amplio                | Marco Arana            | Marco Arana (58 años)       | 5            |                               | Leyla Berrocal       | Magno Ortega             |     |
|         | Fuerza Popular               | Keiko Fujimori         | Keiko Fujimori (45 años)    | 6            | Un cambio hacia adelante      | Luis Galarreta       | Patricia Juárez          |     |
|         | Juntos por el Perú           | Verónika Mendoza       | Verónika Mendoza (40 años)  | 7            |                               | José de Echave       | Luzmila Ayay             |     |
|         | Partido Morado               | Julio Guzmán           | Julio Guzmán (50 años)      | 8            |                               | Flor Pablo           | Improcedente             |     |
|         | Partido Nacionalista Peruano | Ollanta Humala         | Ollanta Humala (58 años)    | 9            |                               | Ana María Salinas    | Alberto Otárola          |     |
|         | Partido Popular Cristiano    | Alberto Beingolea      | Alberto Beingolea (56 años) | 10           |                               | Lucía Ledesma        | David Vera Trujillo      |     |
|         | Perú Libre                   | Pedro Castillo         | Pedro Castillo (51 años)    | 11           | No más pobres en un país rico | Dina Boluarte        | Improcedente             |     |
|         | Perú Patria Segura           | Rafael Santos          | Rafael Santos (52 años)     | 12           |                               | Victoria Paredes     | Andrés Reggiardo         |     |
|         | Podemos Perú                 | Daniel Urresti         | Daniel Urresti (64 años)    | 13           |                               | María Teresa Cabrera | Wilbert Portugal         |     |
|         | Renacimiento Unido Nacional  | Ciro Gálvez            | Ciro Gálvez (72 años)       | 14           |                               | Sonia García         | Claudio Zolla            |     |
|         | Renovación Popular           | Rafael López Aliaga    | Rafael López Aliaga 60 años | 15           |                               | Neldy Mendoza        | Jorge Montoya            |     |
|         | Somos Perú                   | Daniel Salaverry       | Daniel Salaverry (48 años)  | 16           | Trabajemos Juntos             | Matilde Fernández    | Jorge Pérez Flores       |     |
|         | Unión por el Perú            | José Vega              | José Vega (63 años)         | 17           |                               | Haydeé Andrade       | Daniel Barragán          |     |
|         | Victoria Nacional            | George Forsyth         | George Forsyth (38 años)    | 18           |                               | Patricia Arévalo     | Jorge Chávez Álvarez     |     |

#### Información de cada candidato
- Pedro Castillo es el candidato de Perú Libre y exlíder de facciones dentro del sindicato nacional de maestros, SUTEP.[72] Llamó la atención en 2017 cuando lideró múltiples huelgas de maestros en cinco regiones contra la administración de Pedro Pablo Kuczynski.[73] Ganó controversia por participar en reuniones de campaña virtuales con exmiembros del movimiento terrorista Sendero Luminoso.[74]
- Keiko Fujimori es la lideresa de Fuerza Popular, conservadora y de derecha. Hija del expresidente Alberto Fujimori, sigue siendo una figura polarizadora en la política peruana desde su última carrera presidencial en 2016, pero con menor apoyo debido al impacto de la representación parlamentaria de Fuerza Popular durante las presidencias de Pedro Pablo Kuczynski y Martín Vizcarra, donde se consideró que el periodo parlamentario 2016-2019 fue notablemente desprestigiado por la ciudadanía debido a supuestos blindajes a personajes considerados corruptos y apoyos a grandes empresas a través de leyes que fueron declaradas inconstitucionales, junto con el enfrentamiento entre el Ejecutivo y el Legislativo que terminó con el cierre del congreso en el 2019.[75] Sigue siendo vista desfavorablemente por varias personas que se oponen a Fujimori por abusos a los derechos humanos y prácticas corruptas, en su mayoría del espectro de la izquierda, y que temen que su victoria marque el regreso del fujimorismo. Además, ha estado involucrada en el escándalo de Odebrecht, por lo cual estuvo en prisión preventiva desde 2018, y se encuentra con libertad condicional desde el 2020.[76] Entre sus primeras apariciones en campaña, ha prometido indultar a su padre si ganase la presidencia en esta tercera campaña.[77]
- Rafael López Aliaga es el líder de Renovación Popular.[78] Hombre de negocios sin experiencia política relevante, ganó tracción política debido a su retórica conservadora y populista, sumándose a su autoproclamación como «el Bolsonaro peruano» debido a sus puntos de vista religiosos y políticas de extrema derecha similares al presidente brasileño.[79] Su campaña se desarrolla bajo una plataforma totalmente de derecha que enfatiza contra asuntos de índole social como las reivindicaciones de la comunidad LGBT y el aborto.[80] Durante su campaña se le acusó de tener deudas millonarias con la SUNAT, por parte de sus empresas, también se le acusó de no haber cancelado sus deudas personales hacia el estado.[81]
- Hernando de Soto es el candidato de Avanza País.[82] Un economista de amplia experiencia internacional, especializado en la economía informal y en la importancia de los derechos de propiedad y empresas, sus políticas fueron clave para establecer la estabilidad macroeconómica del Perú en las secuelas de la llamada Década Perdida. Además, se ha desempeñado como asesor económico de líderes mundiales desde la fundación del Instituto Libertad y Democracia (ILD), un grupo de expertos en desarrollo económico con sede en Lima. En el sector público, se desempeñó brevemente como miembro de la junta directiva del Banco Central de Reserva del Perú en 1979. Su partido político ha sido calificado como un mero vehículo electoral por los analistas debido a su perfil técnico.[83]
- Yonhy Lescano es el candidato de Acción Popular. Fue congresista de la República de 2001 a 2019 en representación de la circunscripción de Puno, logró la nominación bajo una plataforma de centroizquierda en unas elecciones internas competitivas.[84] Su apoyo se concentra principalmente en las regiones del sur del país, donde se ubica su región de origen.[85] Siempre se opuso a varias decisiones de su partido, como cuando ocurrió la disolución del Congreso en el 2019, apoyo la medida del entonces presidente, Martín Vizcarra y no estuvo presente en la juramentación de la vicepresidenta, Mercedes Araoz. Su partido se vio manchado políticamente, tras la destitución del presidente Martín Vizcarra y la abrupta subida al poder del entonces presidente del Congreso y correligionario, Manuel Merino quien solo duró 5 días en el cargo cuando finalmente renunció tras las protestas en Perú del 2020.[86]
- Verónika Mendoza es candidata por Juntos por el Perú (JP) y líder del movimiento socialista democrático Nuevo Perú.[87] Dado que no pudo registrar su propio partido a tiempo para las elecciones, selló un acuerdo político con JP para su postulación presidencial. Su plataforma de izquierda ha sido controvertida desde su primera etapa presidencial en 2016, en la que quedó tercera y fue clave en la victoria en la segunda vuelta de Pedro Pablo Kuczynski al respaldarle para evitar que Keiko Fujimori ganara.[88] Anteriormente se desempeñó en el Congreso de la República del Perú de 2011 a 2016, en representación de la circunscripción de Cuzco.[89]
- César Acuña es el fundador y líder de Alianza para el Progreso. Emprendedor en el campo de la educación, ingresó a la política en 2000 cuando fue electo al Congreso, en el que se desempeñó hasta 2006. Posteriormente, se desempeñó como alcalde de Trujillo de 2007 a 2014, y como gobernador de La Libertad en 2015. Inicialmente se postuló para la presidencia en 2016, pero fue descalificado por presunta compra de votos en una campaña electoral.[90] Además, su popularidad ha disminuido debido a los recientes registros de votación de su partido en el Congreso, lo que contradice la retórica de su campaña, aunque al principio lideró las encuestas del Congreso después de lograr de manera impresionante el segundo mayor número de escaños en las elecciones parlamentarias de Perú de 2020.[91]
- George Forsyth es un exfutbolista que jugó como guardameta del club Alianza Lima a lo largo de su carrera deportiva. Hijo del diplomático y embajador de Perú en Japón Harold Forsyth, ingresó a la política como concejal del distrito de La Victoria en 2010, y como alcalde del distrito desde 2019 hasta su renuncia en octubre de 2020 para postularse a la presidencia.[92][93] Anteriormente no era afiliado a ningún partido, llegó a un acuerdo con Restauración Nacional para su carrera presidencial. Una vez registrado, el partido presentó un cambio de nombre para reorganizarse en Victoria Nacional para las elecciones generales.[94] Durante su campaña fue acusado de haber ofrecido un cargo a uno de sus amigos en la Municipalidad de la Victoria con una remuneración excesiva, por lo que el Ministerio Público ya se encuentra investigando el caso.[95]
- Daniel Urresti es un exgeneral del ejército que alcanzó popularidad por primera vez como ministro del Interior en el gobierno de Ollanta Humala. Elegido al Congreso con el mayor número de votos en las Elecciones Parlamentarias Extraordinarias de 2020 con Podemos Perú, logró la nominación presidencial del partido como único candidato.[96][97] Anteriormente se postuló para la presidencia por el Partido Nacionalista Peruano en 2016, aunque el partido retiró su candidatura de la carrera, y se ubicó en segundo lugar para la alcaldía de Lima en las elecciones municipales de Lima de 2018 con Podemos Perú.[98] Actualmente se encuentra bajo investigación por el asesinato de un periodista durante sus años en el Ejército peruano, lo que le ha resultado negativo para su campaña, además de su polémica exposición mediática y su desempeño en el Congreso.[99][100]
- Julio Guzmán es uno de los fundadores y líder del Partido Morado. Economista, docente universitario y exfuncionario, se postuló por primera vez a la presidencia en 2016 por el partido Todos por el Perú, pero fue descalificado debido a irregularidades en el proceso de nominación.[101][102] Su nuevo partido «Partido Morado» fue representado en el gobierno con Francisco Sagasti como presidente de Perú, tras la destitución de Martín Vizcarra y la renuncia de Manuel Merino, lo que ha influido negativamente en su campaña debido a la gestión gubernamental de la pandemia de COVID-19 en Perú,[103][104] la falta de oxígeno y de vacunas y a los ataques políticos por parte de los partidos de oposición. Además, un incidente de índole personal relacionado con una presunta infidelidad, revelado durante la campaña electoral de las Elecciones parlamentarias extraordinarias de Perú de 2020, ha contribuido a afectar su imagen pública.[105]
- Alberto Beingolea es el líder del Partido Popular Cristiano de derecha.[106] Anteriormente se desempeñó en el Congreso de 2011 a 2016.[107] Antes de ingresar a la política, tuvo una exitosa carrera como periodista deportivo. Más recientemente, se postuló para alcalde de Lima en las elecciones municipales de Lima de 2018, en las que ocupó el cuarto lugar.[108]
- Daniel Salaverry es el candidato de Somos Perú. Arquitecto de La Libertad, inició su carrera en política para la alcaldía de Trujillo con el Partido Aprista Peruano en 2010, y Fuerza Popular en 2014. Con este último, fue electo al Congreso en 2016.[109] Como integrante de la mayoría parlamentaria, fue elegido presidente del Congreso en 2018, pero renunció a Fuerza Popular porque supuestamente recibió presiones de la dirección fujimorista para socavar la presidencia de Martín Vizcarra.[110] Como parte de su campaña, Vizcarra sigue siendo su principal baza política para su carrera presidencial debido a la candidatura del expresidente al Congreso por la circunscripción de Lima.[111] Tiene una investigación tras se acusado de haber falseado sus informes de representación cuando fue congresista de la República, el caso se encuentra en el Ministerio Público.[81]
- Ollanta Humala es el líder del Partido Nacionalista Peruano y el único expresidente de Perú que se postula para un segundo mandato no consecutivo. Exteniente-coronel del Ejército, tuvo un nivel bajo de popularidad durante su presidencia debido a su desempeño político, a pesar de la estabilidad económica del país. Cumplió una breve prisión preventiva de 2017 a 2018 por recibir presuntamente dinero ilícito de la constructora brasileña Odebrecht, por lo que sigue siendo investigado junto a su esposa Nadine Heredia, su caso se encuentra a puertas de entrar al juicio oral.[112][113]
- José Vega es el líder de Unión por el Perú.[114] Congresista por la circunscripción de Lima, radicalizó aún más su partido tras su acuerdo con el líder de la revuelta militar encarcelado, Antauro Humala, hermano del expresidente Ollanta Humala.[115] Anteriormente se desempeñó durante un período completo en el Congreso de 2006 a 2011.
- Ciro Gálvez es el líder de Renacimiento Unido Nacional.[116] Abogado y notario radicado en Junín, su plataforma sigue siendo conservadora en temas sociales y se declara en oposición a los derechos LGBT. Para las elecciones, su fórmula incluye al expastor y empresario Claudio Zolla como su primer compañero de fórmula, debido a un acuerdo político con el Partido Liberal Perú Nuevo, un movimiento libertario liderado por Zolla.[117]
- Marco Arana es el líder del Frente Amplio, una coalición de partidos minoritarios y sindicatos de izquierda concentrados alrededor de su movimiento político Tierra y Libertad.[118] Exsacerdote de Cajamarca, se postuló sin éxito para la vicepresidencia en 2016 con Verónika Mendoza como candidata presidencial del partido.[119] Se desempeñó como Congresista de 2016 a 2019.
- Rafael Santos es el candidato de Perú Patria Segura.[120] Hombre de negocios en el área de exportación agraria, ingresó a la política cuando se postuló con éxito para la alcaldía de Pueblo Libre en 2006. Fue reelegido en 2010, pero no logró un tercer mandato en 2014. Anteriormente fue miembro del Partido Popular Cristiano.[121]
- Andrés Alcántara es el líder de Democracia Directa.[122] Un populista de izquierda, preside la asociación de pensionistas de vivienda FONAVI, por la que hizo una fuerte campaña desde principios de la década de 2000 hasta 2010 para la devolución total de las pensiones del gobierno, que se logró tras un referéndum. Su plataforma de campaña está preparada para reformar y eventualmente reemplazar la Constitución del Perú.[123] Se postuló para la vicepresidencia dos veces en las últimas tres elecciones generales.[124]

### Candidaturas improcedentes, retiradas y excluidas
Lista de candidaturas que han sido retiradas, excluidas o fueron declaradas improcedentes y que no poseen el carácter de subsanables; por lo tanto han quedado fuera de las elecciones:
| Partido/Coalición | Partido/Coalición           | Candidato Presidencial | Candidato Presidencial | 1º Vicepresidente        | 2º Vicepresidente          | Fecha                   | Situación    | Motivo | Ref.    |
| Partido/Coalición | Partido/Coalición           | Foto                   | Nombre                 | 1º Vicepresidente        | 2º Vicepresidente          | Fecha                   | Situación    | Motivo | Ref.    |
| ----------------- | --------------------------- | ---------------------- | ---------------------- | ------------------------ | -------------------------- | ----------------------- | ------------ | --- | ------- |
|                   | Vamos Perú                  | Virgilio Acuña         | Virgilio Acuña         | Vacante                  | Alan Guillén               | 19 de noviembre de 2020 | Improcedente | El Jurado Nacional de Elecciones rechazó su inscripción.                                                             | [ 126 ] |
|                   | Contigo                     | Pedro Angulo Arana     | Pedro Angulo Arana     | Casimira Mujica Zevallos | Alexander von Ehren Campos | 22 de diciembre de 2020 | Improcedente | No cumplió con el plazo para inscribirse a tiempo en las elecciones.                                                 | [ 127 ] |
|                   | Perú Nación                 |                        | Francisco Diez Canseco | Nancy Cáceres Benavente  | Manuel Salazar Vargas      | 22 de diciembre de 2020 | Improcedente | No cumplió con el plazo para inscribirse a tiempo en las elecciones.                                                 | [ 128 ] |
|                   | Frente de la Esperanza 2021 |                        | Fernando Olivera       | Elizabeth León           | Carlos Cuaresma            | 24 de diciembre de 2020 | Improcedente | El partido no cumplió con los requisitos de registro para poder participar en las elecciones generales.              | [ 129 ] |
|                   | Todos por el Perú           |                        | Fernando Cillóniz      | Blanca Wong              | Jaime Freundt              | 26 de diciembre de 2020 | Improcedente | El partido carecía de legitimidad para participar en las elecciones debido a disputas legales internas sin resolver. | [ 130 ] |
|                   | Partido Aprista Peruano     | Nidia Vílchez          | Nidia Vílchez          | Iván Hidalgo             | Olga Cribilleros           | 16 de enero de 2021     | Retirado     | Por desacuerdo con decisión del JNE de no inscribir sus listas parlamentarias.                                       | [ 131 ] |

## Campaña

### Problemática tratada en campaña

#### Corrupción
La corrupción en el Perú ha sido generalizada y recientemente se llamó la atención durante el escándalo de Odebrecht, que involucró a Odebrecht pagando a políticos para recibir contratos para proyectos de obras públicas. BBC News escribió en 2019 que "Perú es quizás donde [Odebrecht] ha provocado la crisis más severa" y que "[e]l escándalo ha desacreditado prácticamente a toda la élite política del país, como lo han hecho todos los grandes partidos y actores ha sido implicado ". El escándalo de Odebrecht provocó varios incidentes en la política peruana; el suicidio del expresidente Alan García, la orden de detención del expresidente Alejandro Toledo, así como el primer proceso de vacancia contra Pedro Pablo Kuczynski y luego su renuncia a la presidencia. Dos candidatos en las elecciones de 2021, Keiko Fujimori y Julio Guzmán, también fueron investigados por presuntos sobornos de Odebrecht durante sus campañas electorales anteriores.
El sucesor de Kuczynski, Martín Vizcarra, reaccionó al escándalo de Odebrecht con múltiples iniciativas anticorrupción, aunque Vizcarra fue destituido por amplia mayoría de su cargo por su presunta participación en la corrupción y fue reemplazado por el presidente del Congreso Manuel Merino. La destitución de Vizcarra fue considerada muy desfavorable por un amplio sector de la sociedad civil y resultó con las Protestas en Perú de 2020. Merino sería presidente por sólo cinco días y luego sería reemplazado por Francisco Sagasti tras una votación del Congreso.
George Forsyth, el favorito inicial de la campaña, se benefició de su fama de celebridad y de no estar involucrado con los partidos políticos tradicionales que están siendo investigados por corrupción. Forsyth promovió la lucha contra la corrupción mientras hacía campaña y sugirió enmendar la constitución para declarar la corrupción como un crimen de lesa humanidad; sin embargo, muchas de sus políticas propuestas eran vagas y no detalladas. Verónica Mendoza también ha adoptado políticas contra la corrupción, principalmente llamando a una constitución completamente nueva en lugar de enmiendas, declarando "Nuestro marco institucional nacional actual, consagrado en la Constitución, establece que la educación, la atención médica y la vivienda son empresas con fines de lucro, y que la vida en sí mismo es una mercancía que se compra y se vende. Lo que esto significa es que el poder político está concentrado en manos de los que tienen dinero, y no del pueblo peruano ". Fujimori ha manifestado que mantendrá la constitución de 1993 de su padre Alberto Fujimori y usará "mano dura" si es elegida presidente, afirmando que "la democracia no puede ser débil. Debe estar sustentada por un principio sólido de autoridad".

#### Pandemia de COVID-19
En su momento, Perú fue el país más afectado en América por la pandemia de COVID-19. Una gran segunda ola de infecciones en enero de 2021 hizo que la situación empeorase drásticamente. La ocupación de camas UCI en Perú aumentó al 90%, y los trabajadores médicos comenzaron a participar en huelgas debido a sus duras condiciones laborales.
Forsyth criticó los bloqueos de COVID-19 del gobierno peruano, diciendo que causaron problemas económicos y que el Centro Nacional de Operaciones de Emergencia (COEN) debería activarse para una asociación civil-militar para combatir más infecciones. Mendoza también criticó cómo se iniciaron los encierros, diciendo que el gobierno debería brindar apoyo a las familias afectadas por los encierros, promovió una asociación con Argentina para adquirir la vacuna Oxford-AstraZeneca COVID-19 y denunció la potencial comercialización de la vacuna de COVID-19 en Perú.

#### Economía
Como resultado de la pandemia de COVID-19, el producto interno bruto de Perú cayó un 30,2 por ciento en el segundo trimestre de 2020, la mayor caída de todas las principales economías, con muchas pequeñas empresas de servicios que representan la mayoría de las empresas de la economía peruana quebraron durante el crisis. Los médicos expertos comentaron que la gravedad del brote de COVID-19 en Perú puede explicarse, al menos en parte, debido a las circunstancias socioeconómicas existentes; casi un tercio de los peruanos vivía en hogares superpoblados, el 72% tenía trabajos informales que requerían trabajo diario y muchos necesitaban viajar diariamente a los mercados para comprar alimentos, ya que solo el 49% de los hogares tienen refrigeradores o congeladores; incluso en las zonas urbanas es solo del 61%.
La politóloga Dra. Paula Muñoz de la Universidad del Pacífico describió a Forsyth como «un tipo pro-empresarial», mientras que Americas Quarterly escribió que «sus puntos de vista sobre los grandes temas económicos son menos claros». Forsyth y Fujimori compartieron su apoyo a la privatización de los servicios públicos y la desregulación de la economía, y los dos dijeron que la intervención del gobierno obstaculiza el crecimiento. Fujimori también manifestó que quería hacer «del Estado el principal socio de los empresarios». Mendoza, en cambio, criticó las políticas neoliberales instituidas en Perú desde la década de los noventa que exigían «la desmercantilización de bienes como salud, educación y vivienda», promovían el financiamiento gubernamental de proyectos agrícolas y energéticos sostenibles, al mismo tiempo que se protegía el medio ambiente.

#### Inmigración
Como resultado de la Crisis migratoria venezolana, Perú albergaba a más de un millón de venezolanos en febrero de 2021. En ese momento, las Fuerzas Armadas peruanas estaban desplegadas en una operación conjunta con sus homólogos ecuatorianos en la frontera entre Ecuador y Perú para prevenir la entrada de migrantes ilegales, y las fuerzas armadas afirmaron que era para evitar una mayor introducción de COVID-19 en Perú. Las organizaciones de derechos humanos criticaron la militarización de la frontera, diciendo que no están debidamente capacitadas para el control fronterizo y que viola los derechos humanos de los migrantes. La xenofobia hacia los venezolanos en Perú también ha aumentado, ya que algunos políticos han culpado del aumento de la delincuencia a los migrantes, aunque la Institución Brookings y el Instituto de Política Migratoria determinaron que los venezolanos participan en menos delitos en Perú que los peruanos nativos.
Sobre el tema de la inmigración, las respuestas de Forsyth variaron; afirmó que «el Perú es un país generoso que abre sus puertas a los extranjeros», mientras que también apoyó el despliegue de más autoridades para controlar y resguardar la frontera, afirmando que los migrantes «han humillado a nuestra Policía Nacional y que se necesita el principio de autoridad en el país ya que se requiere de una policía empoderada y capacitada para defender a todos los peruanos». En cuanto a su posición sobre inmigración, Mendoza afirmó que «la migración debe ser considerada con criterios humanitarios. Los peruanos también han migrado» y que si bien se deben instituir algunos controles para evitar el ingreso de delincuentes, en general promovió a los migrantes como «personas que pueden contribuir el país». Fujimori apoyó el aumento de la seguridad fronteriza, promoviendo la utilización de la policía y las Fuerzas Armadas del Perú para proteger la frontera.

## Encuestas

### Intención de voto (Primera Vuelta)
Leyenda:
     Primer lugar.      Segundo lugar.      Tercer lugar.      Sondeo realizado en el periodo de prohibición legal de la difusión de sondeos de intención de voto.
| Encuestadora/Medio                    | Fecha       | Muestra | Pedro Castillo | Hernando de Soto | Keiko Fujimori | Yonhy Lescano | Rafael López | Verónika Mendoza | George Forsyth | César Acuña | Daniel Urresti | Julio Guzmán | Daniel Salaverry | Ollanta Humala | Otros | B/V  |
| ------------------------------------- | ----------- | ------- | -------------- | ---------------- | -------------- | ------------- | ------------ | ---------------- | -------------- | ----------- | -------------- | ------------ | ---------------- | -------------- | ----- | ---- |
| Ipsos Perú (votos válidos y emitidos) | 10 abr 2021 | 5100    | 14.8           | 12.2             | 11.8           | 11.1          | 9.7          | 9.0              | 7.0            | 5.8         | 4.7            | 3.0          | 2.1              | 2.1            | 6.7   | –    |
| Ipsos Perú (votos válidos y emitidos) | 10 abr 2021 | 5100    | 12.8           | 10.6             | 10.2           | 9.6           | 8.4          | 7.8              | 6.1            | 5.0         | 4.1            | 2.6          | 1.8              | 1.8            | 5.9   | 13.3 |

### Intención de voto (Segunda Vuelta)
Último simulacro de intención de voto para el balotaje
| Encuestadora/Medio          | Fecha      | Muestra | Pedro Castillo | Keiko Fujimori | B/V  |
| --------------------------- | ---------- | ------- | -------------- | -------------- | ---- |
| Ipsos Perú (votos válidos)  | 5 jun 2021 | 5117    | 49.6           | 50.4           | –    |
| Ipsos Perú (votos emitidos) | 5 jun 2021 | 5117    | 44.1           | 44.8           | 11.1 |

#### Últimas encuestas de intención de voto para el balotaje
| Encuestadora/Medio     | Fecha          | Muestra | Pedro Castillo | Keiko Fujimori | B/V  | NS/NO |
| ---------------------- | -------------- | ------- | -------------- | -------------- | ---- | ----- |
| IEP                    | 2–4 jun 2021   | 2057    | 40.8           | 40.9           | 11.5 | 6.8   |
| Ipsos Perú/El Comercio | 28 may 2021    | 1526    | 42             | 40             | 10   | 8     |
| IEP/La República       | 27–28 may 2021 | 1227    | 40.3           | 38.3           | 15.0 | 6.3   |
| Datum/Gestión/Perú 21  | 25–27 may 2021 | 1201    | 41.6           | 41.5           | 10.9 | 6.0   |

## Debates presidenciales

### Primera Vuelta
El Encuentro Científico Internacional de Verano (ECIv 2021), por iniciativa del científico Modesto Montoya, llevó a cabo el primer debate entre candidatos presidenciales, en torno al tema del desarrollo de la ciencia y tecnología en el país, el 4 de enero. Más adelante, Montoya organizó el 1 de febrero otro encuentro centrado en propuestas sobre educación, y el 15 de febrero sobre salud y manejo de la pandemia.
El 12 de marzo se realizó un debate presidencial en modalidad virtual sobre la emergencia ecológica y climática, organizado por la denominada Coalición de Medios Independientes.
El debate presidencial oficial del Jurado Nacional de Elecciones se realizó los días 29, 30 y 31 de marzo desde el Centro de Convenciones de Lima, dividiendo la participación de los candidatos en 3 grupos mediante sorteo. Los moderadores fueron Mónica Delta y Pedro Tenorio. Los ejes temáticos a tratar fueron: medidas frente a la pandemia, educación, seguridad ciudadana, integridad pública y lucha contra la corrupción, y argumentos finales. El tema de educación e integridad y lucha contra la corrupción corresponde a una pregunta ciudadana a lo que los candidatos debían contestar en parejas. Los otros bloques, menos el final, serían de debate entre los participantes. Los tres debates fueron trasmitidos por la señal nacional de TV Perú, a través de JNETV, y RPP Noticias, a las 18:00.
En la segunda fecha, el candidato José Vega decidió abandonar el debate tras su discurso de presentación. Al día siguiente, Ciro Gálvez participó de forma virtual al haber sido diagnosticado positivo en COVID-19; llamó la atención de la audiencia al dirigirse en quechua durante varias partes de su intervención.
| Detalles | Detalles                                                    | Detalles                             | Detalles                             | Detalles                                                      | Participantes P Presente A Ausente NI No invitado | Participantes P Presente A Ausente NI No invitado | Participantes P Presente A Ausente NI No invitado | Participantes P Presente A Ausente NI No invitado | Participantes P Presente A Ausente NI No invitado | Participantes P Presente A Ausente NI No invitado | Participantes P Presente A Ausente NI No invitado | Participantes P Presente A Ausente NI No invitado | Participantes P Presente A Ausente NI No invitado | Participantes P Presente A Ausente NI No invitado | Participantes P Presente A Ausente NI No invitado | Participantes P Presente A Ausente NI No invitado | Participantes P Presente A Ausente NI No invitado | Participantes P Presente A Ausente NI No invitado | Participantes P Presente A Ausente NI No invitado | Participantes P Presente A Ausente NI No invitado | Participantes P Presente A Ausente NI No invitado | Participantes P Presente A Ausente NI No invitado | Participantes P Presente A Ausente NI No invitado | Participantes P Presente A Ausente NI No invitado |
| Fecha | Organizador                                                 | Sede                                 | Lugar                                | Moderadores                                                   | Castillo                                          | De Soto                                           | Fujimori                                          | Lescano                                           | López Aliaga                                      | Mendoza                                           | Forsyth                                           | Acuña                                             | Urresti                                           | Guzmán                                            | Salaverry                                         | Humala                                            | Arana                                             | Beingolea                                         | Gálvez                                            | Santos                                            | Alcántara                                         | Vega                                              | Vilchez                                           | Cillóniz                                          |
| --- | ----------------------------------------------------------- | ------------------------------------ | ------------------------------------ | ------------------------------------------------------------- | ------------------------------------------------- | ------------------------------------------------- | ------------------------------------------------- | ------------------------------------------------- | ------------------------------------------------- | ------------------------------------------------- | ------------------------------------------------- | ------------------------------------------------- | ------------------------------------------------- | ------------------------------------------------- | ------------------------------------------------- | ------------------------------------------------- | ------------------------------------------------- | ------------------------------------------------- | ------------------------------------------------- | ------------------------------------------------- | ------------------------------------------------- | ------------------------------------------------- | ------------------------------------------------- | ------------------------------------------------- |
| 4 de enero de 2021 | Centro de Preparación para la Ciencia y Tecnología CONCYTEC | En línea por la pandemia de COVID-19 | En línea por la pandemia de COVID-19 | Bruno Ortiz                                                   | A                                                 | P                                                 | A                                                 | P                                                 | A                                                 | P                                                 | A                                                 | A                                                 | A                                                 | P                                                 | A                                                 | A                                                 | A                                                 | P                                                 | A                                                 | A                                                 | A                                                 | A                                                 | P                                                 | P                                                 |
| 1 de febrero de 2021 | Centro de Preparación para la Ciencia y Tecnología          | En línea por la pandemia de COVID-19 | En línea por la pandemia de COVID-19 | Bruno Ortiz                                                   | A                                                 | P                                                 | A                                                 | P                                                 | P                                                 | P                                                 | P                                                 | A                                                 | A                                                 | A                                                 | A                                                 | A                                                 | P                                                 | A                                                 | A                                                 | A                                                 | A                                                 | A                                                 | A                                                 | P                                                 |
| 15 de febrero de 2021 | Centro de Preparación para la Ciencia y Tecnología          | En línea por la pandemia de COVID-19 | En línea por la pandemia de COVID-19 | Bruno Ortiz                                                   | A                                                 | A                                                 | A                                                 | A                                                 | P                                                 | P                                                 | A                                                 | A                                                 | A                                                 | P                                                 | A                                                 | A                                                 | P                                                 | P                                                 | A                                                 | A                                                 | A                                                 | A                                                 | A                                                 | A                                                 |
| 17 y 18 de febrero de 2021 | IPAE Asociación Empresarial                                 | En línea por la pandemia de COVID-19 | En línea por la pandemia de COVID-19 | Augusto Townsend Ariana Lira                                  | NI                                                | NI                                                | P                                                 | NI                                                | NI                                                | P                                                 | P                                                 | NI                                                | NI                                                | P                                                 | NI                                                | NI                                                | NI                                                | NI                                                | NI                                                | NI                                                | NI                                                | NI                                                | NI                                                | NI                                                |
| 9 de marzo de 2021 | El Comercio IDEA Internacional                              | En línea por la pandemia de COVID-19 | En línea por la pandemia de COVID-19 | Ariana Lira                                                   | NI                                                | NI                                                | P                                                 | P                                                 | NI                                                | P                                                 | P                                                 | NI                                                | P                                                 | NI                                                | NI                                                | NI                                                | NI                                                | NI                                                | NI                                                | NI                                                | NI                                                | NI                                                | NI                                                | NI                                                |
| 12 de marzo de 2021 | Coalición de Medios Independientes                          | En línea por la pandemia de COVID-19 | En línea por la pandemia de COVID-19 | Glatzer Tuesta                                                | A                                                 | NI                                                | NI                                                | NI                                                | A                                                 | P                                                 | NI                                                | NI                                                | NI                                                | P                                                 | NI                                                | P                                                 | P                                                 | NI                                                | NI                                                | P                                                 | NI                                                | NI                                                | NI                                                | NI                                                |
| 21 de marzo de 2021 | América TV Canal N                                          | Estudios de América TV               | Cercado de Lima, Lima                | Mávila Huertas                                                | NI                                                | NI                                                | P                                                 | P                                                 | A                                                 | P                                                 | P                                                 | NI                                                | P                                                 | NI                                                | NI                                                | NI                                                | NI                                                | NI                                                | NI                                                | NI                                                | NI                                                | NI                                                | NI                                                | NI                                                |
| 23, 24 y 25 de marzo del 2021 | Escuela Profesional de Ciencia Política de la UNMSM         | En línea por la pandemia de COVID-19 | En línea por la pandemia de COVID-19 | Esther Vásquez Denilson Zárate Alvaro Ames Alberto Villanueva | A-D2                                              | A-D2                                              | A-D3                                              | A-D2                                              | A-D1                                              | A-D1                                              | A-D3                                              | A-D3                                              | A-D2                                              | P-D1                                              | A-D2                                              | P-D3                                              | P-D1                                              | P-D2                                              | S-D2                                              | P-D2                                              | P-D3                                              | A-D3                                              | NI                                                | NI                                                |
| 29, 30 y 31 de marzo de 2021 | Jurado Nacional de Elecciones                               | Centro de Convenciones de Lima       | San Borja, Lima                      | Mónica Delta Pedro Tenorio                                    | P-D2                                              | P-D2                                              | P-D1                                              | P-D3                                              | P-D3                                              | P-D1                                              | P-D1                                              | P-D1                                              | P-D2                                              | P-D3                                              | P-D3                                              | P-D2                                              | P-D1                                              | P-D1                                              | P-D3                                              | P-D3                                              | P-D2                                              | A-D2                                              | NI                                                | NI                                                |
| *Panelistas 04/01: Roque Benavides, Jorge Linares, Ricardo Márquez, Piermaria Oddone, Luis Benito Chávez **Panelistas 01/02: Manuel Iguiñiz, Natalia González, Hugo Ñopo, Uldarico Malaspina ***Panelistas 15/02: Mirko Zimic, José Luis Mantari ****Panelistas 21/03: Federico Salazar, Mario Ghibellini, Mávila Huertas****Panelistas 23/03: Juan Antonio Bazán, Francisco Miró Quesada Rada |                                                             |                                      |                                      |                                                               |                                                   |                                                   |                                                   |                                                   |                                                   |                                                   |                                                   |                                                   |                                                   |                                                   |                                                   |                                                   |                                                   |                                                   |                                                   |                                                   |                                                   |                                                   |                                                   |                                                   |

| Duplas                                          | 1.er. grupo (29 de marzo)          | 2.º grupo (30 de marzo)         | 3.er grupo (31 de marzo)             |
| ----------------------------------------------- | ---------------------------------- | ------------------------------- | ------------------------------------ |
| Educación                                       | César Acuña Keiko Fujimori         | Daniel Urresti Pedro Castillo   | Rafael López Aliaga Julio Guzmán     |
| Educación                                       | George Forsyth Verónika Mendoza    | Hernando de Soto José Vega      | Yonhy Lescano Daniel Salaverry       |
| Educación                                       | Alberto Beingolea Marco Arana      | Andrés Alcántara Ollanta Humala | Ciro Gálvez Rafael Santos            |
| Integridad pública y lucha contra la corrupción | Keiko Fujimori Marco Arana         | Hernando de Soto José Vega      | Rafael López Aliaga Daniel Salaverry |
| Integridad pública y lucha contra la corrupción | George Forsyth César Acuña         | Daniel Urresti Andrés Alcántara | Ciro Gálvez Julio Guzmán             |
| Integridad pública y lucha contra la corrupción | Verónika Mendoza Alberto Beingolea | Ollanta Humala Pedro Castillo   | Rafael Santos Yonhy Lescano          |
| Fuente                                          |                                    |                                 |                                      |

### Segunda Vuelta

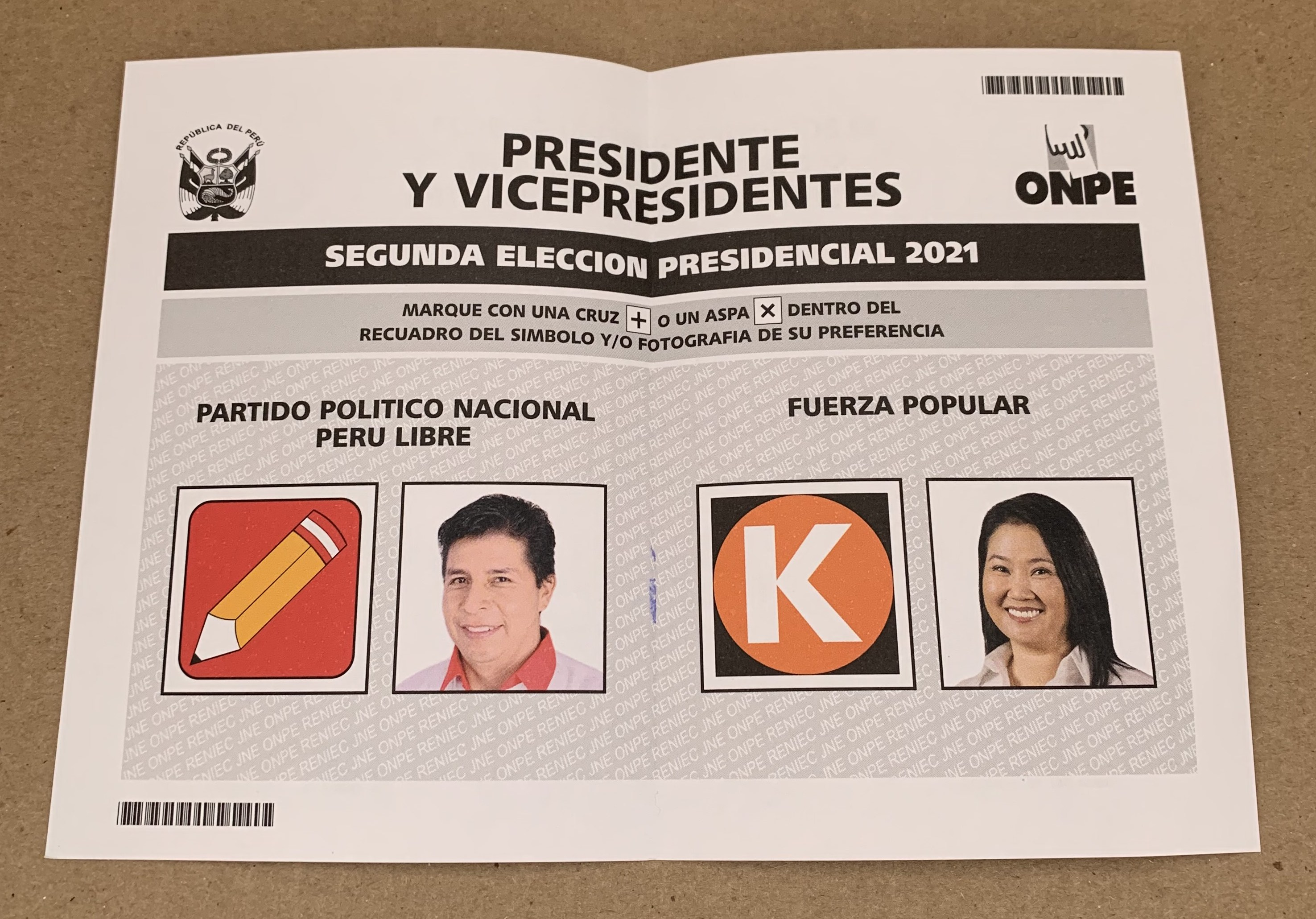
Papeleta de votación para la segunda vuelta de las elecciones presidenciales.

El primer debate presidencial se llevó a cabo el 1 de mayo de 2021 en la ciudad de Chota (Cajamarca), donde estuvieron presentes los candidatos Pedro Castillo y Keiko Fujimori. El segundo debate se iba a realizar en el penal de Santa Mónica (Chorrillos) el 15 de mayo, sin embargo, fue suspendido debido a la inasistencia de Pedro Castillo, quien acudió a otra localidad de la ciudad de Lima, a cumplir una «actividad proselitista». El 23 de mayo, se realizó el primer debate del Jurado Nacional de Elecciones, en el Gran Teatro Nacional de San Borja, donde estuvieron presentes los miembros de los equipos técnicos de Perú Libre y Fuerza Popular. Seguidamente, el 30 de mayo, se realizó el segundo y último debate presidencial del Jurado Nacional de Elecciones, en la ciudad de Arequipa, donde estuvieron presentes los candidatos Pedro Castillo y Keiko Fujimori. Dicho debate contó con seis bloques, en los que se abordaron los siguientes temas:
- Perú del Bicentenario
- Salud y manejo de la pandemia
- Economía y promoción del empleo
- Educación, ciencia e innovación
- Lucha contra la corrupción e integridad pública
- Derechos humanos, políticas sociales y atención a poblaciones vulnerables

#### Debate técnico
| Detalles           | Detalles                      | Detalles             | Detalles        | Detalles          | Detalles                                                 | Participantes     | Participantes          |
| Fecha              | Organizador                   | Sede                 | Lugar           | Moderador         | Temas                                                    | Perú Libre        | Fuerza Popular         |
| ------------------ | ----------------------------- | -------------------- | --------------- | ----------------- | -------------------------------------------------------- | ----------------- | ---------------------- |
| 23 de mayo de 2021 | Jurado Nacional de Elecciones | Gran Teatro Nacional | San Borja, Lima | Juan de la Puente | Reforma del Estado                                       | Dina Boluarte     | Patricia Juárez        |
| 23 de mayo de 2021 | Jurado Nacional de Elecciones | Gran Teatro Nacional | San Borja, Lima | Juan de la Puente | Recuperación económica y reducción de la pobreza         | Juan Pari         | Luis Carranza          |
| 23 de mayo de 2021 | Jurado Nacional de Elecciones | Gran Teatro Nacional | San Borja, Lima | Juan de la Puente | Salud y manejo de la pandemia                            | Hernando Cevallos | José Recoba            |
| 23 de mayo de 2021 | Jurado Nacional de Elecciones | Gran Teatro Nacional | San Borja, Lima | Juan de la Puente | Infraestructura, desarrollo regional y descentralización | Andrés Alencastre | Carlos Bruce           |
| 23 de mayo de 2021 | Jurado Nacional de Elecciones | Gran Teatro Nacional | San Borja, Lima | Juan de la Puente | Seguridad ciudadana y orden interno                      | Avelino Guillén   | Fernando Rospigliosi   |
| 23 de mayo de 2021 | Jurado Nacional de Elecciones | Gran Teatro Nacional | San Borja, Lima | Juan de la Puente | Protección del medio ambiente y desarrollo sostenible    | Celeste Rosas     | Hernando Guerra-García |

#### Apoyos políticos en Segunda Vuelta
| Pedro Castillo                   | Keiko Fujimori            | No definido                  |
| -------------------------------- | ------------------------- | ---------------------------- |
| Perú Libre                       | Fuerza Popular            | Acción Popular               |
| Democracia Directa               | Alianza para el Progreso  | Contigo                      |
| Nuevo Perú                       | Avanza País               | Frente de la Esperanza 2021  |
| Renacimiento Unido Nacional      | Perú Nación               | Partido Morado               |
| Frente Popular Agrícola del Perú | Perú Patria Segura        | Partido Nacionalista Peruano |
| Juntos por el Perú               | Partido Aprista Peruano   | Podemos Perú                 |
| Frente Amplio                    | Partido Popular Cristiano | Somos Perú                   |
| Unión por el Perú                | Renovación Popular        | Todos por el Perú            |
|                                  | Victoria Nacional         |                              |

## Desarrollo de los comicios
La jornada electoral en Perú se inició a las 7:00 del domingo 11 de abril de 2021. Sin embargo, las primeras mesas electorales en abrir fueron las habilitadas en Wellington (Australia), Auckland (Nueva Zelanda), y Seúl (Corea del Sur) para los votantes peruanos inscritos en esas circunscripciones. Estas abrieron a las 15:00 UTC-5 del día anterior debido al cambio horario.

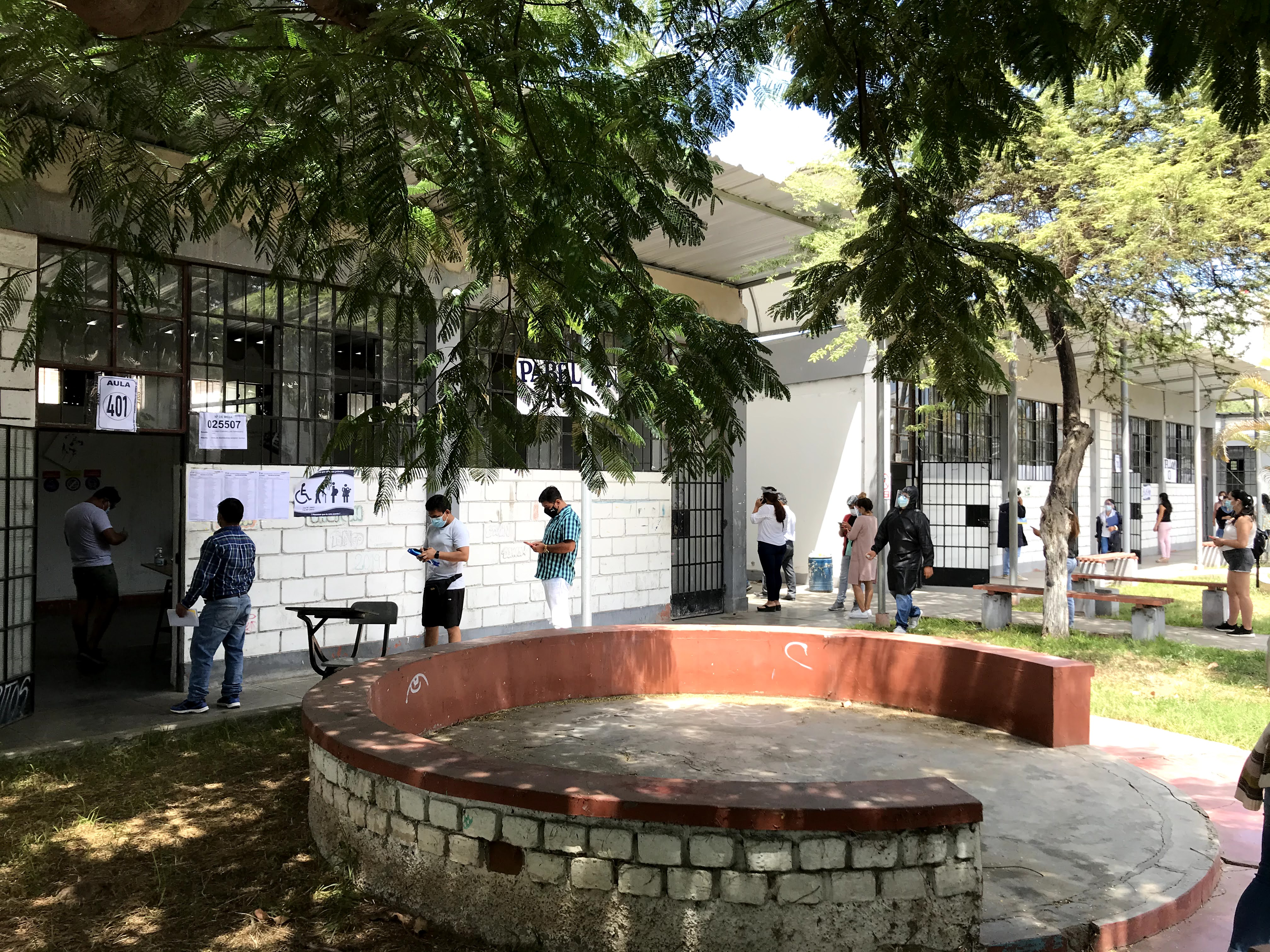
Cola en el local de votación ubicado en la Escuela de Bellas Artes de Trujillo.

Debido a la pandemia de COVID-19 el horario de votación se amplió respecto a anteriores procesos electorales, finalizando a las 19:00. Además la ONPE recomendó a la población que acudiese a ejercer su derecho de voto de forma escalonada y cumpliendo con los protocolos de bioseguridad aprobados por las autoridades sanitarias del país. Además se estableció la exoneración del deber de sufragio a personas incluidas en grupos de riesgo de contagio, como los mayores de 65 años, enfermos crónicos, personas con minusvalía, o posibles positivos de COVID-19. Aun así las autoridades electorales recomendaron que estas personas, menos los posibles infectados, acudiesen a los locales de votación a primera hora de la jornada, entre las 7 y 9 de la mañana. Se reportaron demoras en la instalación de las mesas de sufragio debido a la inasistencia de los miembros de mesa designados, así como los suplentes, lo que ocasionó malestar entre los votantes que acudieron a primeras horas de la mañana y generó largas colas en los locales de votación. Asimismo, se registraron aglomeraciones en locales de votación en el extranjero, como en España.
Otra de las medidas tomadas por la ONPE fue la localización de las mesas electorales, prefiriendo su ubicación en parques y espacios abiertos.
Algunos candidatos iniciaron la jornada con el ya tradicional desayuno electoral. Por su parte los candidatos Daniel Urresti y Ollanta Humala criticaron esta costumbre porque estimaron que no se cumplían los protocolos sanitarios vigentes por la pandemia.

## Resultados

### Elecciones Presidenciales

#### Primera Vuelta
La ONPE informó que los primeros resultados se revelarían a las 11:30 p. m. (hora local). Los primeros resultados fueron revelados al 11.442% de actas procesadas. En la tarde del 16 de abril ya se tenía el 100% de actas procesadas.
En Azul los candidatos que pasaron a segunda vuelta.
|  | 15.382 % |

|  | 18.921 % |

|  | 10.900 % |

|  | 13.407 % |

|  | 9.553 % |

|  | 11.751 % |

|  | 9.451 % |

|  | 11.626 % |

|  | 7.374 % |

|  | 9.071 % |

|  | 6.394 % |

|  | 7.865 % |

|  | 4.895 % |

|  | 6.021 % |

|  | 4.598 % |

|  | 5.656 % |

|  | 4.588 % |

|  | 5.644 % |

|  | 1.838 % |

|  | 2.261 % |

|  | 1.617 % |

|  | 1.989 % |

|  | 1.356 % |

|  | 1.668 % |

|  | 1.303 % |

|  | 1.603 % |

|  | 0.572 % |

|  | 0.703 % |

|  | 0.505 % |

|  | 0.621 % |

|  | 0.369 % |

|  | 0.453 % |

|  | 0.314 % |

|  | 0.386 % |

|  | 0.287 % |

|  | 0.353 % |

|  | 81.296 % |

|  | 12.364 % |

|  | 6.340 % |

|  | 70.048 % |

|  | 29.952 % |

|  | 100.000 % |

#### Por departamento
| Departamento    | Castillo | Fujimori | Aliaga  | De Soto | Lescano | Mendoza | Acuña   | Otros     | En blanco | Nulos   | Participación | Electores |
| --------------- | -------- | -------- | ------- | ------- | ------- | ------- | ------- | --------- | --------- | ------- | ------------- | --------- |
| Amazonas        | 34 464   | 17 815   | 8 274   | 4 433   | 12 703  | 8 894   | 11 531  | 54 510    | 37 376    | 14 482  | 184 057       | 306 186   |
| Ancash          | 110 620  | 67 394   | 42 312  | 34 562  | 38 911  | 39 786  | 44 047  | 177 986   | 92 664    | 49 401  | 613 850       | 886 265   |
| Apurimac        | 88 812   | 10 879   | 7 768   | 6 531   | 15 649  | 15 368  | 2 154   | 36 547    | 41 563    | 11 511  | 219 260       | 316 000   |
| Arequipa        | 256 224  | 40 216   | 71 053  | 148 793 | 88 708  | 55 269  | 18 790  | 190 717   | 67 914    | 38 618  | 902 243       | 1 145 268 |
| Ayacucho        | 130 224  | 24 506   | 11 490  | 8 995   | 20 315  | 24 506  | 4 891   | 55 020    | 57 804    | 16 467  | 324 821       | 473 282   |
| Cajamarca       | 232 418  | 54 962   | 31 129  | 25 156  | 38 677  | 29 746  | 43 422  | 135 120   | 126 202   | 46 983  | 690 647       | 1 103 247 |
| Callao          | 33 750   | 79 699   | 78 066  | 78 920  | 34 965  | 38 233  | 25 917  | 219 867   | 56 463    | 38 510  | 620 240       | 824 496   |
| Cusco           | 232 178  | 27 132   | 29 618  | 40 423  | 60 659  | 123 397 | 16 034  | 218 023   | 100 631   | 45 138  | 753 802       | 1 025 280 |
| Huancavelica    | 79 895   | 8 449    | 5 060   | 4 591   | 16 727  | 10 091  | 2 312   | 32 665    | 43 523    | 11 640  | 202 550       | 299 843   |
| Huanuco         | 110 978  | 32 827   | 33 787  | 15 822  | 22 565  | 15 556  | 16 555  | 79 244    | 78 736    | 26 421  | 400 380       | 586 411   |
| Ica             | 56 627   | 62 102   | 46 116  | 39 949  | 39 475  | 30 611  | 16 716  | 161 545   | 58 926    | 30 129  | 494 869       | 651 364   |
| Junín           | 131 438  | 80 057   | 52 599  | 54 124  | 66 214  | 52 270  | 22 251  | 189 666   | 94 049    | 38 624  | 706 771       | 982 556   |
| La Libertad     | 90 324   | 131 866  | 95 973  | 84 566  | 47 322  | 37 474  | 166 783 | 334 797   | 130 230   | 70 217  | 985 295       | 1 429 469 |
| Lambayeque      | 73 279   | 121 263  | 86 126  | 50 087  | 51 467  | 28 866  | 58 849  | 184 346   | 86 131    | 45 351  | 698 050       | 977 656   |
| Lima            | 416 743  | 754 216  | 870 416 | 871 000 | 362 881 | 431 633 | 206 522 | 2 035 250 | 541 365   | 354 349 | 6 206 220     | 8 322 644 |
| Loreto          | 15 662   | 52 344   | 16 449  | 18 846  | 34 998  | 19 631  | 36 744  | 175 809   | 82 521    | 29 854  | 426 483       | 699 964   |
| Madre de Dios   | 23 945   | 7 278    | 4 041   | 3 996   | 6 601   | 4 372   | 3 463   | 18 713    | 12 917    | 5 319   | 82 810        | 116 513   |
| Moquegua        | 33 665   | 4 617    | 6 832   | 10 183  | 15 412  | 7 190   | 2 244   | 27 217    | 11 894    | 4 712   | 114 532       | 148 367   |
| Pasco           | 34 187   | 12 607   | 8 009   | 5 102   | 11 871  | 6 896   | 5 470   | 28 220    | 20 025    | 7 706   | 127 727       | 200 682   |
| Piura           | 71 028   | 173 933  | 68 356  | 63 866  | 51 250  | 44 610  | 77 291  | 272 512   | 147 622   | 83 619  | 932 186       | 1 396 448 |
| Puno            | 292 218  | 17 514   | 15 918  | 21 665  | 175 712 | 35 484  | 11 225  | 92 494    | 96 016    | 43 715  | 755 252       | 922 016   |
| San Martin      | 67 000   | 46 699   | 26 561  | 21 825  | 31 498  | 17 122  | 37 057  | 119 887   | 89 963    | 36 696  | 440 129       | 636 330   |
| Tacna           | 64 521   | 9 363    | 17 842  | 21 000  | 28 696  | 14 068  | 4 418   | 52 847    | 16 092    | 9 784   | 220 145       | 282 974   |
| Tumbes          | 7 613    | 36 403   | 8 799   | 7 123   | 7 046   | 5 242   | 10 680  | 31 257    | 16 156    | 10 695  | 125 092       | 167 771   |
| Ucayali         | 26 339   | 40 510   | 14 981  | 11 124  | 14 359  | 15 092  | 18 589  | 81 057    | 52 752    | 17 281  | 258 403       | 389 889   |
| Voto extranjero | 10 600   | 22 866   | 34 704  | 21 519  | 11 607  | 21 170  | 3 070   | 60 277    | 30 524    | 35 805  | 227 902       | 997 033   |

#### Segunda Vuelta
Los resultados fueron revelados al 100 % de actas procesadas. El 15 de junio, terminó la contabilización de las mismas, cuyo resultado fue el siguiente:
|  | 46.857 % |

|  | 50.126 % |

|  | 46.623 % |

|  | 49.874 % |

|  | 93.486 % |

|  | 0.644 % |

|  | 5.870 % |

|  | 74.568 % |

|  | 25.432 % |

|  | 100.000 % |

#### Por departamento
| Departamento    | Castillo  | Fujimori  | En blanco | Nulos   | Participación | Electores |
| --------------- | --------- | --------- | --------- | ------- | ------------- | --------- |
| Amazonas        | 121 162   | 60 451    | 1 748     | 10 505  | 193 866       | 306 186   |
| Ancash          | 347 457   | 247 628   | 6 979     | 47 178  | 649 242       | 886 265   |
| Apurimac        | 174 344   | 39 666    | 2 349     | 11 045  | 227 404       | 316 000   |
| Arequipa        | 558 085   | 302 622   | 3 599     | 48 401  | 912 707       | 1 145 268 |
| Ayacucho        | 266 824   | 56 061    | 2 686     | 14 796  | 340 367       | 473 282   |
| Cajamarca       | 509 790   | 205 403   | 7 639     | 41 699  | 764 531       | 1 103 247 |
| Callao          | 198 503   | 410 860   | 2 982     | 43 374  | 655 719       | 824 496   |
| Cusco           | 610 521   | 123 295   | 5 420     | 38 471  | 777 707       | 1 025 280 |
| Huancavelica    | 166 279   | 29 782    | 2 057     | 8 731   | 206 849       | 299 843   |
| Huanuco         | 255 556   | 121 899   | 3 897     | 23 867  | 405 219       | 586 411   |
| Ica             | 233 316   | 257 640   | 3 174     | 26 143  | 520 273       | 651 364   |
| Junín           | 396 598   | 285 375   | 5 383     | 43 359  | 730 715       | 982 556   |
| La Libertad     | 392 224   | 588 417   | 7 703     | 74 608  | 1 062 952     | 1 429 469 |
| Lambayeque      | 289 784   | 403 216   | 4 984     | 48 129  | 746 113       | 977 656   |
| Lima            | 2 195 770 | 4 014 342 | 32 520    | 386 834 | 6 629 466     | 8 322 644 |
| Loreto          | 193 765   | 208 232   | 3 554     | 27 845  | 433 396       | 699 964   |
| Madre de Dios   | 57 387    | 23 372    | 548       | 4 518   | 85 825        | 116 513   |
| Moquegua        | 80 520    | 29 578    | 630       | 5 554   | 116 282       | 148 367   |
| Pasco           | 82 851    | 43 922    | 1 022     | 7 126   | 134 921       | 200 682   |
| Piura           | 388 901   | 584 584   | 8 216     | 70 388  | 1 052 089     | 1 396 448 |
| Puno            | 645 813   | 77 739    | 3 496     | 29 806  | 756 854       | 922 016   |
| San Martin      | 241 491   | 188 834   | 4 667     | 29 946  | 464 938       | 636 330   |
| Tacna           | 154 223   | 58 307    | 1 086     | 10 918  | 224 534       | 282 974   |
| Tumbes          | 41 464    | 80 064    | 852       | 9 020   | 131 400       | 167 771   |
| Ucayali         | 121 081   | 130 240   | 2 300     | 16 172  | 269 793       | 389 889   |
| Voto extranjero | 112 671   | 220 588   | 1 998     | 28 383  | 363 640       | 997 033   |

### Elecciones Parlamentarias
Los resultados de las elecciones parlamentarias se empezaron a conocer a las 11:00 p. m. (hora local).
|  | 13.41 % |

|  | 11.34 % |

|  | 9.33 % |

|  | 9.02 % |

|  | 7.54 % |

|  | 7.54 % |

|  | 6.59 % |

|  | 6.13 % |

|  | 5.83 % |

|  | 5.42 % |

|  | 17.85 % |

|  | 72.56 % |

|  | 12.00 % |

|  | 15.44 % |

|  | 100 % |

### Resultados de las Elecciones en Imágenes

#### Primera Vuelta
| Pedro Castillo Keiko Fujimori Rafael López Aliaga | Hernando de Soto Yonhy Lescano Verónika Mendoza | George Forsyth Alberto Beingolea Daniel Salaverry | Sin votos |

#### Segunda Vuelta
| Pedro Castillo | Keiko Fujimori | Sin votos |

## Acusaciones de fraude

#### Reclamaciones
Tras conocerse los resultados de boca de urna que dieron la victoria de Keiko Fujimori sobre Pedro Castillo, simpatizantes de Perú Libre se movilizaron hacia las oficinas de la ONPE para protestar sobre un posible fraude en contra de su candidato, llevando algunos carteles de "no al fraude". Pedro Castillo, desde Tacabamba (Cajamarca), convocó por Twitter que sus personeros y simpatizantes debían defender los votos y asistir a las calles para "defender la democracia". En ciudades como Juliaca, Puno e Ilave, simpatizantes de Perú Libre iniciaron movilizaciones de protestas en contra de un supuesto fraude realizado por la candidata Keiko Fujimori.
Luego, el partido Fuerza Popular de la candidata Keiko Fujimori denunció la existencia de un supuesto «fraude sistemático» destinado a favorecer la elección de su contendor Pedro Castillo, el cual consistiría en masivas impugnaciones de votos en las mesas que Fujimori registraría un mayor número de votos que su contrincante, charlas previas de capacitación de Perú Libre en las que piden a sus representantes llegar temprano a las mesas de votación para asegurarse el control de las mismas en aquellos casos en que los miembros titulares no asistieran y hasta irregularidades en el escrutinio (conteo) mismo de los votos.
Para sustentar sus denuncias de fraude, el candidato a la primera vicepresidencia de Fuerza Popular, Luis Galarreta, afirmó que el partido de su oponente Pedro Castillo había realizado un alto número de «impugnaciones» a «actas» electorales en las que Keiko Fujimori saldría favorecida, esto con la finalidad de que dichas actas no puedan sumarse al conteo oficial hasta que no sean primero evaluadas por el Jurado Nacional de Elecciones. Según se denunció, más de 1.300 actas de sufragio fueron impugnadas por Perú Libre. No obstante, estos primeros «indicios de fraude sistemático» fueron rebatidos por los entes electorales nacionales; tras la resolución de los votos impugnados y las actas observadas por los Jurados Electorales Especiales, la Oficina Nacional de Procesos Electorales publicó los resultados totales el 15 de junio, en los cuales Pedro Castillo superaba en número de votos a Keiko Fujimori.

#### Demandas
El 9 de junio, Fuerza Popular anunció la formulación de recursos de nulidad contra 887 actas de sufragio pertenecientes a áreas donde había triunfado Pedro Castillo, alegando presuntas irregularidades como que las firmas de los miembros de mesa no coincidían exactamente con las del padrón del registro civil y la existencia de lazos de consanguinidad entre algunos integrantes de las mesas de sufragio. Estas denuncias fueron calificadas por sectores afines a Perú Libre como una maniobra para «negar el derecho a la participación política de miles de ciudadanos». Para el 19 de junio, la totalidad de los recursos fueron declarados improcedentes e infundados en primera instancia por la justicia electoral peruana, «descartando cualquier aproximación a lo que pueda considerarse un fraude».
El 23 de junio, los primeros diez recursos de apelación de los pedidos de nulidad de actas electorales fueron rechazados por el Jurado Nacional de Elecciones, por mayoría (y solo con el voto en contra del magistrado Luis Arce Córdova). En consecuencia, Arce anunció su decisión de «declinar» a su cargo, acusando al tribunal de «clara parcialización» sobre el proceso electoral en curso, alegando que su decisión buscaba evitar que sus votos en minoría «sean utilizados para convalidar falsas deliberaciones constitucionales». Al día siguiente, el Jurado Nacional de Elecciones suspendió a Arce como miembro titular del organismo, solicitando al Ministerio Público convocar al miembro suplente y rechazando «las expresiones agraviantes» formuladas en su carta de declinación. Víctor Rodríguez Monteza, accesitario de Arce, fue nombrado como su reemplazo.

#### Intentos de anulación
Las declaraciones de Fujimori sobre la posibilidad de revocar las elecciones se describieron como inspiradas por los intentos de revocar las elecciones presidenciales de Estados Unidos de 2020 por parte del expresidente estadounidense Donald Trump. Se difundieron rumores de un posible golpe de Estado contra Castillo, si es que fuera declarado ganador oficial de las elecciones presidenciales. En una carta firmada por casi un centenar de oficiales retirados de las Fuerzas Armadas peruanas se pedía a los actuales líderes militares peruanos se negaran a reconocer la elección de Castillo a la presidencia. El presidente Francisco Sagasti condenó la carta, señalando que intentan «incitar a los altos mandos del Ejército, la Marina y la Fuerza Aérea para que quebranten el Estado de Derecho».
El 18 de junio, el expresidente de la Corte Suprema Javier Villa Stein presentó una demanda de amparo al calificar de «cuestionada» la votación en el balotaje, alegando un supuesto «proceso electoral viciado por diversos actos que menoscaban la voluntad popular» y demandando al Poder Judicial «declarar nula la elección». Ante dicho pedido, el abogado Renán Galindo Peralta solicitó rechazarlo de plano al considerarlo improcedente por situarse «al margen de la Ley Orgánica de Elecciones» y por carecer el Poder Judicial de competencias para anular elecciones.

### Reacciones

#### Nacional
Lourdes Flores Nano, lideresa del Partido Popular Cristiano (partido que apoyó a Fujimori en el balotaje), sostuvo haber realizado su propio análisis sobre ciertas actas electorales, concluyendo que existió un mecanismo para inclinar «la votación de manera indebida» a favor de Pedro Castillo. Rafael López Aliaga, excandidato presidencial por Renovación Popular quien endosó su apoyo a Fujimori en el balotaje, opinó que la segunda vuelta o balotaje debería volver a realizarse porque «hay un fraude que ya no se puede tapar». Alfredo Barnechea, excandidato presidencial por Acción Popular, afirmó que las irregularidades detectadas «son masivas» y que por ello el balotaje debería repetirse con observación internacional o de lo contrario quien salga electo «no tendrá ninguna legitimidad». El escritor peruano radicado en España Mario Vargas Llosa se mostró a favor de que las autoridades electorales revisen con detenimiento las actas impugnadas precisando que lo importante es tener como presidente «a quien la mayoría de los electores peruanos ha elegido y no a un presidente fraudulento».
El expremier Salvador del Solar señaló que «no hay base legal para denunciar fraude ni para pedir nuevas elecciones». El periodista César Hildebrandt señaló que al desconocer el resultado de las elecciones, «lo que está haciendo Keiko Fujimori equivale a un golpe de Estado blando», calificando a las denuncias de supuesto fraude de Fujimori como «trumpismo andino», una analogía a las reacciones del expresidente estadounidense Donald Trump tras su derrota en las elecciones presidenciales de Estados Unidos de 2020. El secretario general de la Asociación Civil Transparencia, Iván Lanegra, declaró que «no hay ningún indicio de fraude» en los comicios peruanos. Verónika Mendoza, excandidata presidencial quien endosó su apoyo a Castillo en el balotaje, calificó los pedidos de nulidad de Fuerza Popular como intentos para desconocer los resultados electorales y «golpear la democracia». Tras la declinación del magistrado Arce, el excandidato presidencial George Forsyth la atribuyó como parte de la preparación de un «golpe de Estado» y que el propio Arce estaba «atentando contra la democracia».
El Poder Judicial (aludido en la carta de declinación de Arce) emitió un comunicando calificando a sus acusaciones como «expresiones contrarias a la realidad» y «consideraciones jurídicas inaceptables y acusaciones sin fundamento». La misión de observación de la Organización de Estados Americanos calificó de «insólita renuncia» la declinación de Arce y valoró el accionar del máximo tribunal electoral peruano como «con apego a la ley y a los reglamentos vigentes [y] las garantías del debido proceso».

#### Internacional
Observadores internacionales precisaron que el proceso electoral «fue organizado de manera correcta y exitosa de acuerdo con los estándares nacionales e internacionales». Un pronunciamiento del Departamento de Estado estadounidense calificó al sistema electoral peruano como «un modelo de democracia en la región» y a las propias elecciones como «libres, justas, accesibles y pacíficas», estimando necesario que se dé tiempo a las autoridades electorales para publicar los resultados de acuerdo con la ley peruana. El expresidente de Colombia e integrante del foro internacional IDEA (Iniciativa Democrática de España y las Américas) Andrés Pastrana opinó que «hay serios indicios que Venezuela tiene sus manos metidas en el sistema electoral peruano», sugiriendo realizar una auditoría internacional a los resultados electorales. Esta aseveración fue rechazada por la Oficina Nacional de Procesos Electorales peruana que aseguró que el conteo de votos se realizó con transparencia.

#### Protestas
Tras la divulgación del conteo rápido y de los primeros resultados oficiales, se sucedieron protestas por parte de simpatizantes tanto de Perú Libre como de Fuerza Popular. En medio de las acusaciones de un supuesto fraude y el final del conteo de votos, tienen lugar marchas y protestas casi a diario, principalmente en la capital peruana (Lima). Además de los simpatizantes de Fujimori, grupos opositores a Castillo (movilizados por «miedo al comunismo» o «aversión a la izquierda») se movilizaron exigiendo la anulación de las elecciones. Entre los opositores se encontraban anticomunistas, ultraderechistas y grupos neonazis, como Acción Legionaria. Asimismo, causó controversia la presencia de miembros de las rondas campesinas (simpatizantes de Castillo) portando machetes durante una movilización en la Plaza San Martín. La demora en la proclamación de resultados y las acusaciones de un supuesto «fraude» y «robo» en los comicios han propiciado un clima de crispación y polarización poselectoral.

#### Análisis y estudios de opinión
Un análisis estadístico de la empresa Ipsos Perú sobre los resultados publicados por la Oficina Nacional de Procesos Electorales no encontró evidencia de una distribución atípica de votos, ni en determinadas zonas geográficas ni para un candidato en particular. En una encuesta realizada por la compañía Datum Internacional, un 65% de encuestados (tanto votantes de Pedro Castillo como de Keiko Fujimori) creía que existían «indicios» de fraude en las elecciones. No obstante, una encuesta del Instituto de Estudios Peruanos arrojó que un 66% de encuestados consideraba que Pedro Castillo había triunfado en el balotaje.

## Proclamación

### Reacciones
- Argentina: El presidente de Argentina, Alberto Fernández, fue el primer mandatario en expresarse sobre los resultados electorales: «Hoy me comuniqué con Pedro Castillo, presidente electo de Perú. Le expresé mi deseo de que unamos esfuerzos en favor de América Latina. Somos naciones profundamente hermanadas. Celebro que el querido pueblo peruano enfrente el futuro en democracia y con solidez institucional» publicó en Twitter.[267] No obstante, hasta ese momento aún no había sido proclamado oficialmente algún presidente electo, por lo que la Cancillería peruana elevó una nota de protesta.[268]

- Bolivia: El presidente de Bolivia Luis Arce y el expresidente Evo Morales escribieron en sus cuentas de Twitter, calificando a Castillo como presidente electo: «Bolivia se une a la celebración del pueblo peruano y felicita al hermano Pedro Castillo, Presidente electo del #Perú, país con el que compartimos historia y cultura».[269]

- Brasil: Los expresidentes Dilma Rousseff y Lula da Silva expresaron su saludo a Castillo.[270]

- Chile: El presidente chileno, Sebastián Piñera, fue el primer mandatario en comunicarse vía telefónica para felicitar a Castillo, tras su proclamación; además de realizar una felicitación a través de redes sociales: «Le deseamos éxito en su gestión y comprometimos trabajar unidos para superar la pandemia, derrotar la pobreza y avanzar hacia un desarrollo inclusivo y sustentable, por el bien de nuestros pueblos», publicó en su cuenta de Twitter.[271]

- Colombia: «Enviamos un saludo de felicitación al Presidente electo del Perú, Pedro Castillo. Seguiremos trabajando en el fortalecimiento de nuestras relaciones económicas, culturales y sociales», fue el mensaje que escribió en Twitter el primer mandatario colombiano, Iván Duque, tras la proclamación de resultados.[272]

- Corea del Sur: La Embajada de Corea del Sur en Perú, saludó el nombramiento oficial de Castillo: «Saludamos la proclamación de Don Pedro Castillo como presidente de la República durante el año del Bicentenario de su Independencia. Asimismo, felicitamos al Perú por la realización exitosa de sus elecciones", recitaron desde la sede diplomática. Ratificamos nuestra intención de seguir trabajando estrechamente con el nuevo gobierno de la República del Perú en beneficio de la prosperidad de nuestros pueblos», dice el comunicado.[273]

- Costa Rica: «Costa Rica brinda su cálido reconocimiento a la hermana República del Perú y saluda a los candidatos participantes en la elección presidencial, por contribuir a revitalizar el ejercicio del sufragio en esa nación», señala la nota del Ministerio de Relaciones Exteriores y Culto de Costa Rica, divulgada en redes sociales. Concluye diciendo que «el Gobierno costarricense expresa su convencimiento de que Perú y Costa Rica continuarán profundizando sus tradicionales relaciones de amistad y cooperación, así como una agenda común de valores y propósitos compartidos en el plano bilateral, regional y multilateral».[274]

- Cuba: El presidente cubano, Miguel Díaz-Canel, felicitó a Castillo, tras su proclamación como presidente electo: «¡Muchas felicidades presidente Pedro Castillo Terrones! Desde Cuba lo saludamos y le deseamos éxito en su gestión», escribió en Twitter.[275]

- Ecuador: El presidente Guillermo Lasso saludó el triunfo de Castillo, tras la proclamación de los resultados: «Extiendo mis felicitaciones al pueblo peruano por el fin de la jornada democrática. Éxitos en su gestión presidente Pedro Castillo, esperamos fortalecer las relaciones entre Ecuador y Perú con apertura, cooperación y diálogo».[276]

- España: El presidente del Gobierno de España, Pedro Sánchez, escribió en su Twitter: «Felicitamos a Pedro Castillo por su proclamación como presidente de Perú y a la ciudadanía e instituciones peruanas por el desarrollo del proceso electoral. Estamos preparados para trabajar con el nuevo presidente y su equipo en el marco de la relación estratégica España-Perú».[277]

- Estados Unidos: Tras la proclamación de resultados, la Embajada de Estados Unidos en Perú publicó: «Felicitamos al pueblo del Perú por realizar exitosas elecciones presidenciales y legislativas. Valoramos nuestros lazos profundos y esperamos fortalecerlos con el presidente electo Pedro Castillo luego de su toma de posesión el 28 de julio».[278]

- Francia: El presidente de Francia Emmanuel Macron felicita a Su Excelencia Señor José Pedro Castillo Terrones, Presidente electo de la República del Perú, y formula votos por el éxito en el ejercicio de sus futuras responsabilidades."Su victoria traduce la confianza que deposita en Usted una mayoría de sus conciudadanos, quienes se han pronunciado democráticamente en favor de su proyecto, en momentos en que el Perú se dispone a celebrar el bicentenario de su independencia", agrega el Presidente Macron."Francia y Perú, que han llevado a cabo juntos la negociación hacia el acuerdo de París sobre el clima, están unidos por una antigua amistad, por lazos culturales, científicos y tecnológicos de primera orden. Me complace la perspectiva de continuar con Usted las cooperaciones entre nuestros dos países".[279]

- Honduras: El presidente de Honduras, Juan Orlando Hernández, a su homólogo electo de Perú, tras ser proclamado por las autoridades electorales: «Felicitamos al presidente electo Pedro Castillo y al pueblo peruano por la jornada democrática electoral que hoy llegó a su fin. Desde Honduras enviamos nuestros mejores deseos», dijo Hernández en Twitter.[280]

- México: En su conferencia matutina del 20 de julio, el presidente mexicano, Andrés Manuel López Obrador, felicitó a Castillo por su triunfo: «Ayer se le reconoció como presidente electo. Le mandamos al maestro Pedro Castillo Terrones un abrazo solidario. Le deseamos que le vaya muy bien, lo merece su pueblo. Somos parte de dos naciones que tienen antecedentes culturales de mucha trascendencia histórica. Son dos grandes civilizaciones las de Perú y México. La gran cultura Inca, del Perú, y nuestras culturas, desde la cultura madre, la cultura Olmeca, y muchas más del México prehispánico. De modo es mucho lo que nos une y nos da muchísimo gusto este triunfo, lo celebramos».[281]

- Nicaragua: El Gobierno de Nicaragua realizó una publicación en la que se informa que el presidente nicaragüense, Daniel Ortega y la vicepresidenta Rosario Murillo felicitaron a Castillo: «Durante el encuentro telefónico, felicitaron a todos los hermanos peruanos, a través del compañero profesor Pedro Castillo, a quien saludaron con orgullo y cariño nuestroamericano y caribeño».[282]

- Panamá: El presidente Laurentino Cortizo, se pronunció tras la proclamación de resultados, expresando su felicitación en Twitter: «Saludo al pueblo peruano y felicito al presidente electo de Perú, Pedro Castillo, con quien seguiremos trabajando en una agenda de intereses comunes en beneficio de ambas naciones. ¡Éxitos en su gestión!».[277]

- Paraguay: Mario Abdo Benítez, presidente paraguayo, deseó éxitos al presidente electo y destacó los lazos históricos que unen a Paraguay y al Perú mediante una publicación en sus redes sociales: «Nuestras felicitaciones y deseos de éxitos al nuevo presidente electo del Perú, Pedro Castillo. Nuestros países están unidos por lazos históricos, que anhelamos seguir estrechando».[283]

- Reino Unido: El primer ministro del Reino Unido Boris Johnson En tanto, la embajadora británica en Perú Kate Harrisson, saludó la “democrática elección” de Castillo en el año del bicentenario. El Reino Unido ratificó su compromiso de seguir trabajando en apoyo al Perú, “tanto bilateralmente como en espacios multilaterales, en las áreas de la salud, educación derechos humanos, ciencia e innovación, infraestructura y lucha contra el cambio climático, entre otros”: “Que el Bicentenario marque un nuevo hito en la historia de colaboración entre nuestros dos países”, reza el tuit de la embajadora Harrison del Reino Unido.[284]

- República Dominicana: El canciller dominicano, Roberto Álvarez, felicitó y le deseó a Castillo éxito en su gestión, tras su proclamación: «Extendemos nuestras fraternales felicitaciones al presidente electo de Perú, Pedro Castillo así como al hermano pueblo peruano. Le deseamos al presidente Castillo todo el éxito posible en su gestión que se inicia el próximo 28 de julio».[285]

- Rusia: El presidente de Rusia Vladímir Putin felicitó al mandatario electo Pedro Castillo por su victoria en las Elecciones Generales de Perú de 2021 y dijo confiar en “reforzar aún más” el diálogo bilateral. A través de una carta dirigida a Castillo Terrones y publicada por su embajada en nuestro país, el mandatario destacó que las relaciones ruso-peruanas “tradicionalmente tienen el carácter amistoso”. “Las relaciones ruso-peruanas tradicionalmente tienen el carácter amistoso. Confío en que su labor como Jefe del Estado reforzará más el diálogo bilateral constructivo y la cooperación mutuamente ventajosa en diversos ámbitos”, señaló.[286]

- Uruguay: El presidente de Uruguay, Luis Lacalle Pou, deseó una «buena gestión» al mandatario electo de Perú, tras su proclamación: «Felicito al Presidente electo de Perú, Pedro Castillo. Le deseo una buena gestión por el bien del pueblo peruano», fue el texto publicado en su cuenta de Twitter.[287]

- Venezuela: El presidente de Venezuela Nicolás Maduro emitió un comunicado para celebrar «el éxito de la histórica jornada electoral llevada a cabo en la República del Perú (...) que resultó en la inobjetable elección del profesor Pedro Castillo Terrones como nuevo presidente de ese país. La masiva participación del pueblo peruano en las urnas es señal de su indoblegable voluntad democrática en defensa de las soberanía popular», refiere el texto, publicado por el canciller Jorge Arreaza.[288]

- CELAC: La Comunidad de Estados Latinoamericanos y Caribeños publicó un mensaje, tras la proclamación de resultados, en la que felicitaba a Castillo «por su victoria en las elecciones presidenciales del Perú».[289]

- Organización de los Estados Americanos: El secretario general de la OEA, Luis Almagro, fue el primer representante de organismos supranacionales en expresarse sobre la proclamación de Castillo: «Felicito a Pedro Castillo por su victoria en las elecciones y le aseguramos nuestro compromiso que desde la OEA fortaleceremos nuestro trabajo con el nuevo gobierno de Perú», escribió Almagro en Twitter.[290]

- Unión Europea: En un comunicado, la oficina del Alto representante de la Unión para Asuntos Exteriores y Política de Seguridad, Josep Borrell, ha dado la bienvenida al anuncio del JNE que ha confirmado el triunfo de Castillo tras casi dos meses de espera. «Esperamos trabajar con el presidente y su Gobierno, así como con el nuevo Congreso», ha señalado la nota de la diplomacia europea, que ha insistido en que Bruselas y Lima han desarrollado una relación «exitosa» los últimos años en una serie de temas, incluyendo la inclusión social, el Estado de Derecho y el comercio, que espera poder «continuar fortaleciendo». Pese al retraso en el anuncio oficial, la UE ha querido reivindicar el proceso electoral en el país andino, señalando el trabajo «efectivo y transparente» de las instituciones electorales. «Han demostrado el compromiso de Perú con la democracia», ha subrayado la oficina de Borrell.[291]

### Franja electoral
- Elecciones Generales Perú 2021 - Franja Electoral Primera Vuelta en YouTube.
- Elecciones Generales Perú 2021 - Franja Electoral Segunda Vuelta en YouTube.

### Debates
- Debate Presidencial Perú 2021 - Primera fecha en YouTube.
- Debate Presidencial Perú 2021 - Segunda fecha en YouTube.
- Debate Presidencial Perú 2021 - Tercera fecha en YouTube.
- Debate Presidencial en Chota en YouTube.
- Debate Equipos técnicos en YouTube.
- Debate Presidencial Perú 2021 - Pedro Castillo y Keiko Fujimori en YouTube.

### Resultados
- Perú. Oficina Nacional de Procesos Electorales (ONPE). «Presentación de resultados Elecciones Generales y Parlamento Andino 2021». Oficina Nacional de Procesos Electorales.
- Perú. Oficina Nacional de Procesos Electorales (ONPE). «Presentación de resultados Segunda Elección Presidencial 2021». Oficina Nacional de Procesos Electorales.
- Perú. Jurado Nacional de Elecciones (JNE) (19 de julio de 2021). «Resolución N° 0750-2021-JNE». Lima.
- Ipsos Perú (19 de junio de 2021). «Análisis de outliers en los resultados de las elecciones presidenciales 2021 - Segunda vuelta». Instituto Pro Democracia; Ipsos Perú.

### Informes de observadores
- Asociación Civil Transparencia (2021). «Elecciones Generales 2021 : Informe Observación Electoral». Lima: Asociación Civil Transparencia.
- Organización de los Estados Americanos (OEA). Misión de Observación Electoral (2021). «Elecciones generales 11 de abril de 2021. Elecciones presidenciales - segunda vuelta 6 de junio de 2021. República del Perú. Informe Final». OEA.
- Unión Europea. Misión de Expertos Electorales - Perú (2021). «Elecciones generales 11 de abril de 2021. Segunda vuelta presidencial 6 de junio de 2021. Informe Final. Periodo de referencia 15 de marzo - 19 de julio de 2021». Unión Europea.
- Perú. Defensoría del Pueblo (01-05-2021). «Elecciones Generales 2021. Supervisión electoral de la Defensoría del Pueblo. Primera vuelta». Lima: Defensoría del Pueblo.
- Perú. Defensoría del Pueblo (2021). «Elecciones Generales 2021. Supervisión electoral de la Defensoría del Pueblo. Segunda vuelta». Lima: Defensoría del Pueblo.
- Instituto de la Democracia y Elecciones (IDEMOE) (2021). «Misión de observación electoral internacional. Elecciones Generales de la República del Perú 11 de abril de 2021. Primera Vuelta». IDEMOE.

- Datos: Q51881749
- Multimedia: Peruvian general election, 2021 / Q51881749